# Monastère de Bešenovo
Le monastère de Bešenovo (en serbe : Манастир Бешеново et Manastir Bešenovo) est un monastère orthodoxe serbe situé dans la région de Syrmie, en Voïvodine. Il est situé dans la municipalité de Sremska Mitrovica et dans l'éparchie de Syrmie. Il fait partie des 16 monastères de la Fruška gora.
L'église du monastère est dédiée aux saints archanges Gabriel et Michel ; elle est communément appelée Assemblée des saints Archanges.

## Localisation
Le monastère de Bešenovo se trouve à 1 km au nord de Kuveždinski Prnjavor, dans un site vallonné, à la limite d'une vallée située entre les monts de la Fruška gora.

## Histoire

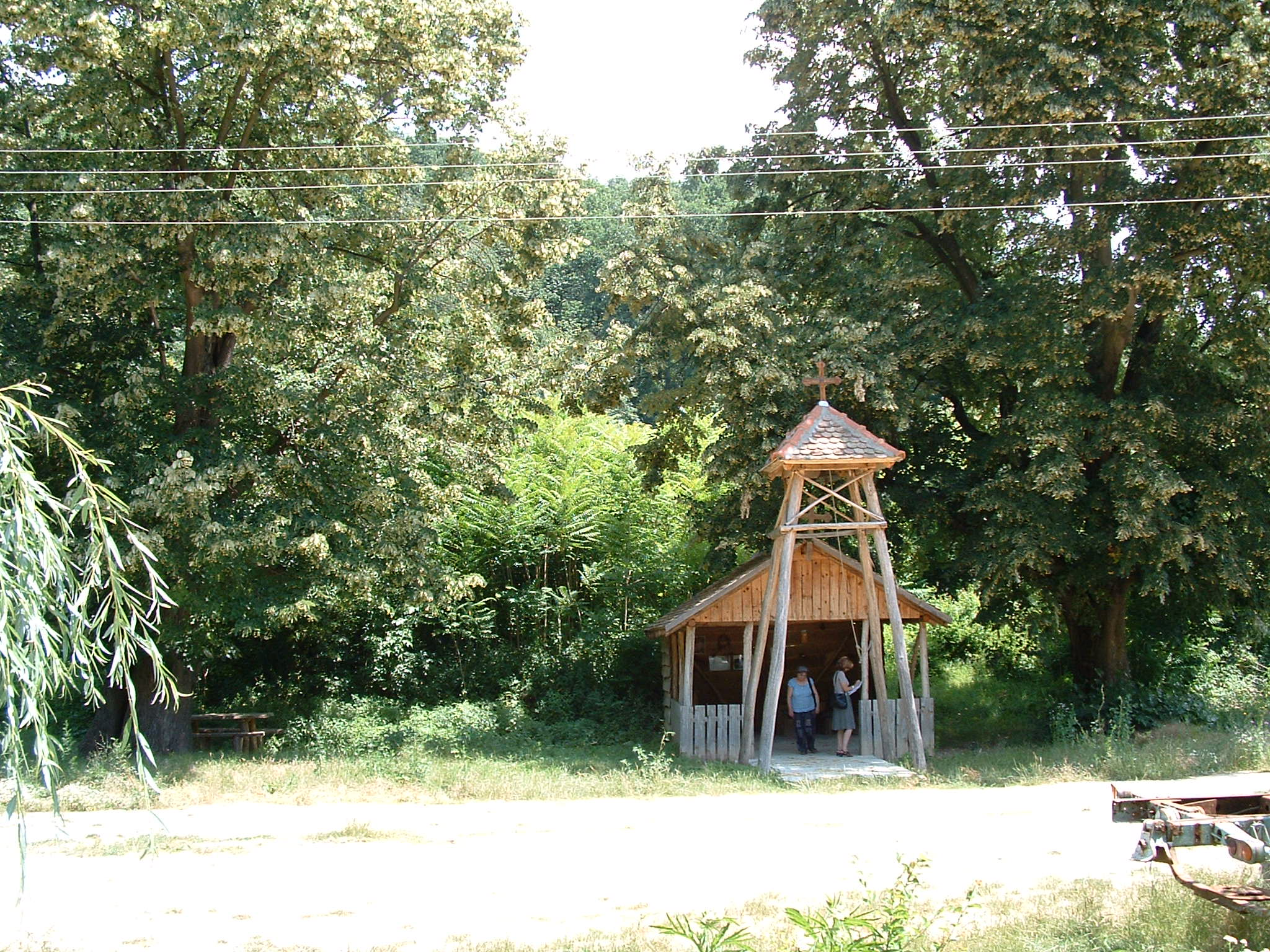
Chapelle à proximité du site du monastère détruit

Selon la légende, le monastère de Bešenovo aurait été fondé par le roi Stefan Dragutin à la fin du XIIIe siècle. En ravanche, le premier document historique attestant de l'existence du monastère est un recensement ottoman datant de 1545. Au milieu du XVIe siècle, les moines du monastère de Vitovnica, près de Požarevac, vinrent s'y réfugier, fuyant les exactions des Turcs. Le recensement de 1753, qui détaille particulièrement l'église du monastère, précise que l'édifice est construit en briques, sans ajouter de précision sur la date de sa construction ; on y évoque également des bâtiments d'hébergement (konak), eux aussi construits en brique et datant de 1730 ; il est également fait mention d'une iconostase ancienne, qui, en 1770, sera partiellement repeinte par Vasilije Romanovič. Selon ce recensement, le monastère comptait 13 moines, ainsi que douze familles de laïcs. Selon ce recensement, le monastère comptait 13 moines, ainsi que douze familles de laïcs. 
En 1771, il est fait mention pour la première fois de l'existence d'un beffroi et, en 1783, une chapelle dédiée à saint Cyriaque et à sainte Julita est elle aussi mentionnée ; le recensement de 1783 évoque également les fresques de la chapelle, réalisées par Kuzman Kolarić, tandis que l'icône représentant les saints avait été peinte en 1766 par Dimitrije Bačević.
En 1909, l'iconstase de l'église principale fut complétée par Stevan Aleksić, qui, toujours en 1909, peignit également pour l'église une toile monumentale intitulée La destruction des reliques de Saint Sava, toile qui, après la Seconde Guerre mondiale, fut transférée au Musée municipal de Vukovar.
Pendant la Seconde Guerre mondiale, le monastère de Bešenovo fut pillé et détruit.